# Abrostola agnorista
Abrostola agnorista is een vlinder uit de familie uilen (Noctuidae). De wetenschappelijke naam werd voor het eerst geldig gepubliceerd in 1956 door Claude Dufay.
De soort komt voor in Europa.